# Abbeyhill
Abbeyhill war eine Whiskybrennerei in Edinburgh, Schottland.
Das exakte Gründungsdatum der Brennerei ist nicht bekannt. Der älteste verzeichnete Beleg ihrer Existenz behandelt ihren Bankrott im Jahre 1825. Das Gebäude wies bereits ein typisches Pagodendach auf und gehört somit zu den frühen Zeitzeugen der kommerziellen Whiskyproduktion in Schottland. Nach der Schließung der Brennerei wurde das Inventar verkauft. 1846 gründete J. A. Bernard in den Gebäuden eine neue Brennerei namens Croftanrigh, welche jedoch nur bis 1852 produzierte. Diese produzierte Grain Whisky und nutzte hierzu eine Coffey Still. Die Gebäude kamen anschließend zur St.-Anne’s-Brauerei. Heute sind die erhaltenen Gebäude in den schottischen Denkmallisten als Denkmal der Kategorie B aufgeführt. Das für Whiskybrennereien charakteristische Pagodendach ist noch immer vorhanden und spiegelt die Vergangenheit des Gebäudes wider.